# Mosquée de Keriya
La mosquée de Keriya est un ancien édifice religieux musulman situé dans la ville de Keriya dans la province du Xinjiang en Chine, une région autonome ouïghoure à majorité musulmane. 

## Historique
La mosquée de Keriya a été construite au XIIIe siècle, sans doute vers 1237. Cet imposant monument architectural a été largement remanié dans les années 1980 et 1990.
En 2019, un étudiant de l’Université de Vancouver, Shawn Zhang, connu pour avoir dénoncé les camps de rééducation dans la région autonome ouïghoure du Xinjiang, a publié des images satellites suggérant la démolition partielle de plusieurs édifices religieux musulmans, dont la mosquée Aitika de Keriya.
Cet épisode a été repris par plusieurs groupes de défense des droits de l'Homme comme exemple emblématique de la destruction des mosquées au Xinjiang, avant que des clarifications ultérieures ne soient apportées quant à l’étendue réelle des modifications subies par le site. Seule une structure moderne, construite dans les années 1990 à l’entrée nord du site, a été retirée, tandis que la salle de prière principale, datant du XIIIe siècle, ainsi que la porte sud, sont restées intactes. Zhang lui-même a reconnu cette précision après la diffusion de son analyse. En 2020, des reportages vidéo ont montré que la mosquée était toujours debout et en activité, ce qui confirme que l’édifice n’a pas été détruit dans son ensemble.